# Arlanza (Schiff, 1960)
Die Arlanza (II) war ein Passagierschiff der britischen Reederei Royal Mail Line, das im Oktober 1960 in Dienst gestellt wurde. 1969 ging es als Arawa an die Shaw, Savill & Albion Steamship Company. Nach Umbauarbeiten war das Schiff ab 1971 als Autotransporter im Dienst, bis es 1981 in Taiwan abgewrackt wurde.

## Geschichte
Die Arlanza wurde als eines von drei Schwesterschiffen bei Harland & Wolff in Belfast gebaut und am 13. April 1960 vom Stapel gelassen. Nach der Ablieferung an die Royal Mail Line am 23. September 1960 wurde das Schiff am 7. Oktober 1960 auf der Strecke von London nach Buenos Aires in Dienst gestellt. Für eine Fahrt nach Buenos Aires benötigte die Arlanza 19 Tage, auf der Rückfahrt verlängerte sich die Reise durch weitere Zwischenstopps in Rotterdam und Liverpool auf 21 Tage.

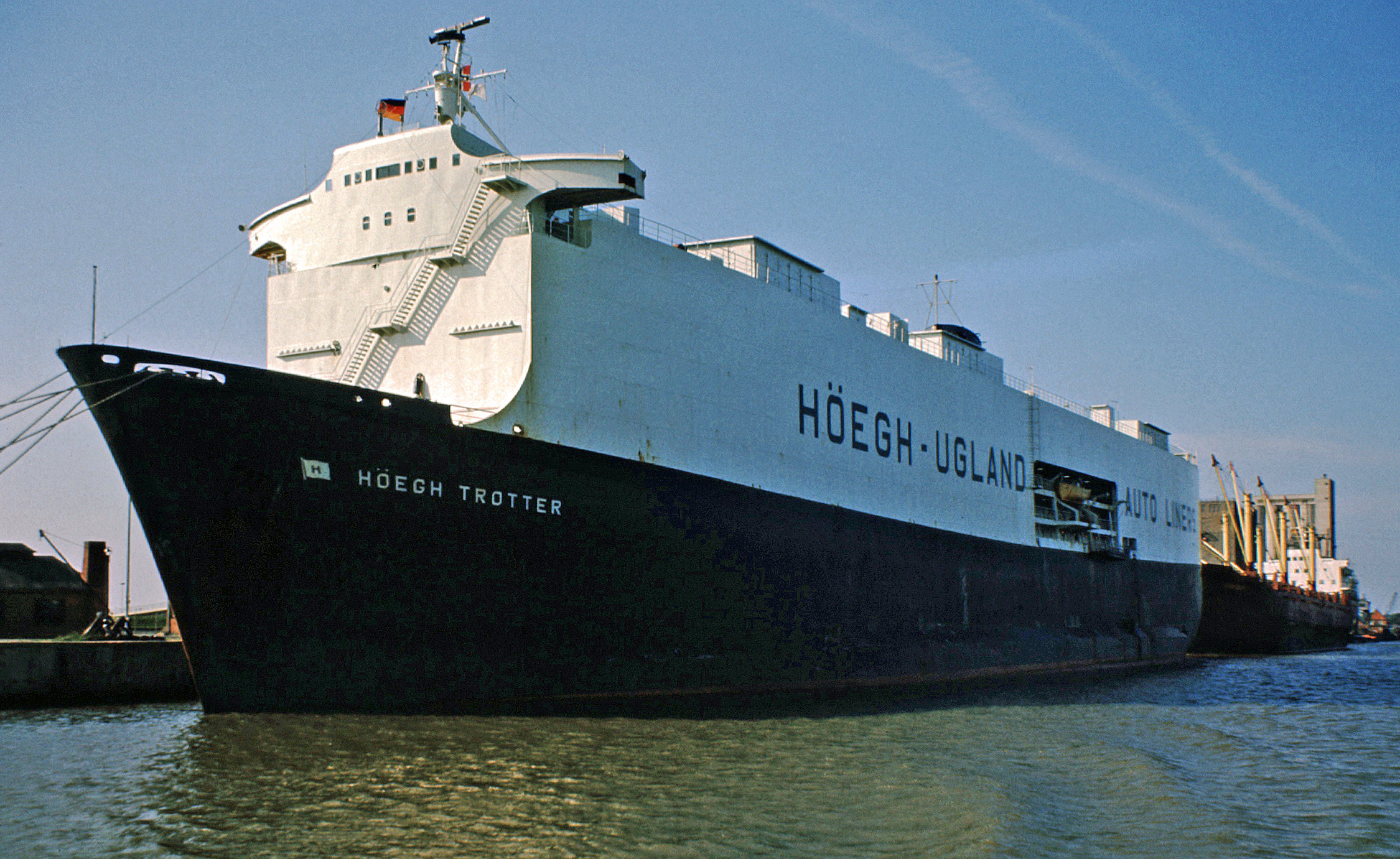
Höegh Trotter 1977 in Emden

1969 kaufte die Shaw, Savill & Albion Steamship Company die Arlanza und benannte sie in Arawa um. Fortan wurde das Schiff für den Dienst nach Australien und Neuseeland eingesetzt. Anfang der 1970er wurden die Passagierzahlen jedoch rückläufig und der Liniendienst nach Neuseeland unrentabel, weshalb das Schiff 1971 an die norwegische Leif-Höegh-Gruppe verkauft und als Höegh Transit zu einem Autotransporter umgebaut wurde. Die Abmessungen des Schiffes erhöhte sich dabei wegen der neuen Aufbauten auf 178,01 Meter Länge und 26,29 Meter Breite, während die Vermessung mit 10.658 BRT wesentlich geringer ausfiel. Die Indienststellung als Autotransporter erfolgte im Juni 1972.
Unter seiner neuen Verwendung blieb die Höegh Transit weitere zehn Jahre im Dienst und wurde in dieser Zeit zuerst in Höegh Trotter (1977) und später in Hual Trotter (1980) umbenannt, bis sie 1981 zum Abbruch nach Taiwan verkauft wurde. Am 9. Dezember 1981 kam das mittlerweile in Trotter umbenannte Schiff in Kaohsiung an. Dort traf es auf seine ebenfalls 1960 in Dienst gestellten Schwesterschiffe Amazon und Aragon, die auch 1971 zu Autofrachtern umgebaut wurden und zeitgleich zum Abbruch gingen.